# Australian Open 2015 - Quad doppio
Andrew Lapthorne e David Wagner erano i campioni in carica del torneo.
Il duo si è britannico-americano si è confermato campione battendo in finale Dyaln Alcott e Lucas Stihole per 6-0, 3-6, 6-2.

## Teste di serie
1. Andrew Lapthorne /  David Wagner (campioni)
2. Dylan Alcott /  Lucas Sithole (finale)

## Tabellone

### Legenda
| - Q = Qualificato - WC = Wild card - LL = Lucky loser | - ALT = Alternate - SE = Special Exempt - PR = Protected Ranking | - w/o = Walkover - r = Ritirato - d = Squalificato |

### Finale
|  | Finale |                               |   |   |   |  |
|  |        |                               |   |   |   |  |
|  | 1      | Andrew Lapthorne David Wagner | 6 | 3 | 6 |  |
|  | 2      | Dylan Alcott Lucas Sithole    | 0 | 6 | 2 |  |